# Кызыл-Жол
Кызыл-Жол (кирг. Кызыл-Жол) — село в Баткенской области Кыргызстана. Административно подчинено городской администрации Баткена.

## География
Село расположено в центральной части области, у западной окраины города Баткена, административного центра области и района. Абсолютная высота — 1056 метров над уровнем моря.

## Население
Согласно оценочным данным Национального статистического комитета Кыргызской Республики, численность населения села на начало 2023 года составляла 6327 человек.
| год     | 2009 | 2014 | 2020 | 2021 | 2023 |
| ------- | ---- | ---- | ---- | ---- | ---- |
| человек | 3207 | 7408 | 6332 | 6378 | 6327 |